# Shamarīyeh
Shamarīyeh (persiska: شمریه, Shomeyrīyeh) är en ort i Iran.   Den ligger i provinsen Khuzestan, i den västra delen av landet, 600 km sydväst om huvudstaden Teheran. Shamarīyeh ligger 21 meter över havet och antalet invånare är 492.
Terrängen runt Shamarīyeh är mycket platt. Runt Shamarīyeh är det ganska tätbefolkat, med 144 invånare per kvadratkilometer. Närmaste större samhälle är Qajarīyeh-ye Yek, 7,6 km söder om Shamarīyeh. Omgivningarna runt Shamarīyeh är i huvudsak ett öppet busklandskap.